# Samuel Pam
Samuel Pam (ur. 1 czerwca 1968 w Dżos) – piłkarz nigeryjski występujący podczas kariery na pozycji obrońcy.

## Kariera klubowa
Samuel Pam podczas kariery piłkarskiej występował w klubach Leventis United, BCC Lions FC, Shooting Stars FC oraz południowoafrykańskich Orlando Pirates, Ajaksie Kapsztad, Ria Stars FC, Dangerous Darkies i Pietersburg Pillars.

## Kariera reprezentacyjna
W 1995 roku Pam pojechał z reprezentacją Nigerii na Puchar Konfederacji. Na tym turnieju Nigeria zajęła czwarte miejsce, a Pam wystąpił w meczu grupowym z Argentyną.